# André-Marie Dubarle
Andre-Marie Dubarle (19 ottobre 1910 – 15 aprile 2002) è stato un presbitero e teologo francese dell’Ordine dei Predicatori.

## Biografia
Figlio del capitano André Dubarle e fratello del filosofo Dominique Dubarle, anch’egli domenicano, insegnò teologia morale al Saulchoir di Parigi. Fu autore di diversi saggi di teologia cattolica, in particolare dedicati al Tomismo, e si specializzò nello studio del Testimonium flavianum e nella storia della Sindone di Torino.

## Pubblicazioni
- Les Sages d'Israël, Cerf, 1946
- Le Péché originel dans l'Écriture, Cerf, 1958
- La Manifestation naturelle de Dieu d'après l'Écriture, Cerf, 1976
- Le Péché originel : Perspectives théologiques, Cerf, 1983
- Histoire ancienne du linceul De Turin jusqu'au XIIIe siècle, Œil, 1985
- La Nouvelle Alliance et le Saint-Esprit, Cerf, 1995
- Histoire ancienne du linceul De Turin - Tome 2, 944-1356, François-Xavier de Guibert, 1999, avec Hilda Leynen
- Le Péché originel : Écriture et tradition, Cerf, 1999
- Somme théologique 1, par Thomas d'Aquin, Commentaire, Introduction, Cerf, 1984 (ristampa nel 2004), con Claude Geffré, Jean-Michel Maldamé, Édith Neyrand, Marie-Joseph Nicolas, Jean-Hervé Nicolas, Albert Raulin e Aimon-Marie Roguet